# Stadio XXV Aprile
Le Stadio XXV Aprile est un nouvel équipement sportif consacré au rugby à XV.
Localisé à Parme, dans la province de Parme, dans la région d'Émilie-Romagne (Italie du Nord), c'est une arène de 5 000 places, qui accueille les clubs de Rugby Parme, del Gran Parme Rugby, ainsi que les parties de football américain des Panthers de Parme.
Il remplace le Stadio Sergio Lanfranchi, qui a été détruit en juillet 2008. En 2012, il devient le stade de la franchise Zebre qui intègre le Pro12 en remplacement d'Aironi Rugby.